# Aurora (film, 1984)
Pour les articles homonymes, voir Aurora.
Pour plus de détails, voir Fiche technique et Distribution.
Aurora (Qualcosa di biondo) est un téléfilm italien réalisé par Maurizio Ponzi, sorti en 1984.

## Synopsis
Une femme désespérée est à la recherche du mari qui l’a abandonné après lui avoir donné un fils., aujourd'hui presque adulte mais souffrant d'un grave problème oculaire, risquant de le rendre aveugle. Lorsque la mère découvre où il se trouve, elle apprend également qu'il a refait sa vie en fondant une famille après avoir épousé une jeune fille, dont il a eu un fils âgé de vingt ans.

## Fiche technique
- Titre : Aurora
- Titre original : Qualcosa di biondo
- Réalisation : Maurizio Ponzi
- Scénario : Maurizio Ponzi, John McGreevey, Franco Ferrini et Gianni Menon
- Musique : Georges Delerue
- Pays d'origine : Italie
- Date de première diffusion : 1984

## Distribution
- Sophia Loren : Aurora
- Daniel J. Travanti : David Ackermann
- Edoardo Ponti : Ciro
- Philippe Noiret : André
- Angela Goodwin : Infirmière
- Ricky Tognazzi : Michele Orcini
- Marisa Merlini : Teresa
- Franco Fabrizi : Guelfo
- Antonio Allocca : Chauffeur de taxi
- Alessandra Mussolini